# Saint-Gobert
Saint-Gobert é uma comuna francesa na região administrativa de Altos da França, no departamento de Aisne. Estende-se por uma área de 7,78 km². Em 2010 a comuna tinha 278 habitantes (densidade: 35,7 hab./km²).